# Número doble de Mersenne
En matemáticas, un número doble de Mersenne es un número de Mersenne de la forma
{\displaystyle M_{M_{n}}=2^{M_{n}}-1=2^{2^{n}-1}-1}
donde el exponente {\displaystyle 2^{n}-1} es a su vez el número de Mersenne {\displaystyle M_{n}}, con n natural.

## Números dobles de Mersenne primos
A menudo se consideran solamente los números dobles de Mersenne que son primos.
Como un número de Mersenne {\displaystyle M_{p}} es primo solo si {\displaystyle p} es primo (puede ver la demostración en el artículo "Número de Mersenne"), se tiene que un número doble de Mersenne {\displaystyle M_{M_{p}}} es primo solo si {\displaystyle M_{p}} es a su vez un número primo de Mersenne.

Los primeros valores de p para los cuales {\displaystyle M_{p}} es primo son p = 2, 3, 5, 7, 13, 17, 19, 31, 61, 89. De ellos, se sabe que {\displaystyle M_{M_{p}}} es primo para p = 2, 3, 5, 7. Para p = 13, 17, 19 y 31, se han hallado factores de forma explícita, con lo que está demostrado que los números dobles de Mersenne correspondientes son compuestos. Por tanto, el candidato más pequeño para ser un número doble de Mersenne primo es {\displaystyle M_{M_{61}}}, es decir, 22305843009213693951 − 1. Con aproximadamente 6,94 × 1017 cifras, este número es demasiado grande para cualquier test de primalidad de los que se conocen en la actualidad, aunque se sabe que no tiene ningún factor primo menor que 4 × 1033.
He aquí la lista de los números dobles de Mersenne primos que se conocen en la actualidad:
{\displaystyle M_{M_{2}}=M_{3}=7}
{\displaystyle M_{M_{3}}=M_{7}=127}
{\displaystyle M_{M_{5}}=M_{31}=2147483647}
{\displaystyle M_{M_{7}}=M_{127}=170141183460469231731687303715884105727} (sucesión A077586 en OEIS)
El siguiente candidato más pequeño para convertirse en el próximo doble primo de Mersenne es {\displaystyle M_{M_{61}}}, o 22305843009213693951 − 1.
Siendo aproximadamente 1.695×10694127911065419641, este número es demasiado grande para cualquier test de primalidad actualmente conocido. No tiene factor primo por debajo de 1 × 1036.
Se conjetura con que probablemente no haya otros primos de Mersenne dobles además de los cuatro conocidos.
Los factores primos más pequeños de cada {\displaystyle M_{M_{p}}} (donde p es el n-ésimo número primo) son los factores siguientes:
7, 127, 2147483647, 170141183460469231731687303715884105727, 47, 338193759479, 231733529, 62914441, 2351, 1399, 295257526626031, 18287, 106937, 863, 4703, 138863, 22590223644617 ... (se ha comprobado que el siguiente menor término primo tiene que ser > 1 × 1036) (sucesión A309130 en OEIS)

## Números de Catalan-Mersenne
Sea {\displaystyle M(p)=M_{p}}. La sucesión definida de forma recursiva como:
2, M(2), M(M(2)), M(M(M(2))), M(M(M(M(2)))), ... (sucesión A007013 en OEIS)
se conoce como la sucesión de los números de Catalan-Mersenne. Se dice que a Catalan se le ocurrió esta sucesión tras descubrir Lucas en 1876 que {\displaystyle M(127)=M(M(M(M(2))))} era primo.
Aunque los primeros cinco términos son primos, ningún método conocido puede probar que cualquier otro término sea primo (en un tiempo razonable) simplemente porque son números demasiado grandes. Sin embargo, si {\displaystyle c_{5}} no es primo, existe la posibilidad de descubrirlo calculando el módulo de {\displaystyle c_{5}} respecto a algún primo pequeño {\displaystyle p} (usando la exponenciación modular recursiva). Si el residuo resultante es cero, {\displaystyle p} representa un factor de {\displaystyle c_{5}} y, por lo tanto, refutaría su primalidad. Dado que {\displaystyle c_{5}} es un número primo de Mersenne, dicho factor primo {\displaystyle p} tendría que ser de la forma {\displaystyle 2kc_{4}+1}. Además, debido a que {\displaystyle 2^{n}-1} es compuesto cuando {\displaystyle n} es compuesto, el descubrimiento de un término compuesto en la secuencia descartaría la posibilidad de más números primos en la secuencia.

## En la cultura popular
- En la serie de dibujos animados Futurama The Beast with a Billion Backs, el doble número de Mersenne {\displaystyle M_{M_{7}}} se ve brevemente en "una prueba elemental de la conjetura de Goldbach". En el episodio, este número se conoce como primo marciano.